# Stanisław Wajda (zootechnik)
Stanisław Wajda – polski zootechnik, profesor nauk rolniczych. 

## Życiorys
Od 1971 r. był kierownikiem Zakładu (a następnie Katedry) Oceny Surowców Pochodzenia Zwierzęcego na Wydziale Zootechnicznym Akademii Rolniczo-Technicznej w Olsztynie (obecnie Wydziale Bioinżynierii Zwierząt Uniwersytetu Warmińsko-Mazurskiego w Olsztynie). W latach 1972–1978 był zastępcą, a 1978–1997 dyrektorem Instytutu Hodowli i Technologii Produkcji Zwierzęcej. W kadencji 1981–1984 był prorektorem ds. nauk ART, a w latach 1987–1990 pełnił funkcję prodziekana Wydziału Zootechnicznego. W 2006 r. przeszedł na emeryturę. Był członkiem Komitetu Nauk Zootechnicznych PAN. 
W roku 2008 Uniwersytet Przyrodniczy w Lublinie nadał mu tytuł doktora honoris causa.